# Åminne, Gotlands kommun
Åminne är en bebyggelse vid kusten på östra Gotland, vid Gothemåns utlopp i Gothems socken. Länsväg 146 löper rakt igenom Åminne.
I Åminne finns två campingar, stugby, kiosk och café, restaurang och pool. Stranden är över en kilometer lång, i norr ligger Vitvikens badstrand, i söder Åminne havsbad.